# Distichotyphis
Distichotyphis is een geslacht van weekdieren uit de klasse van de Gastropoda (slakken).

## Soort
- Distichotyphis vemae Keen & Campbell, 1964